# کیف اتمی

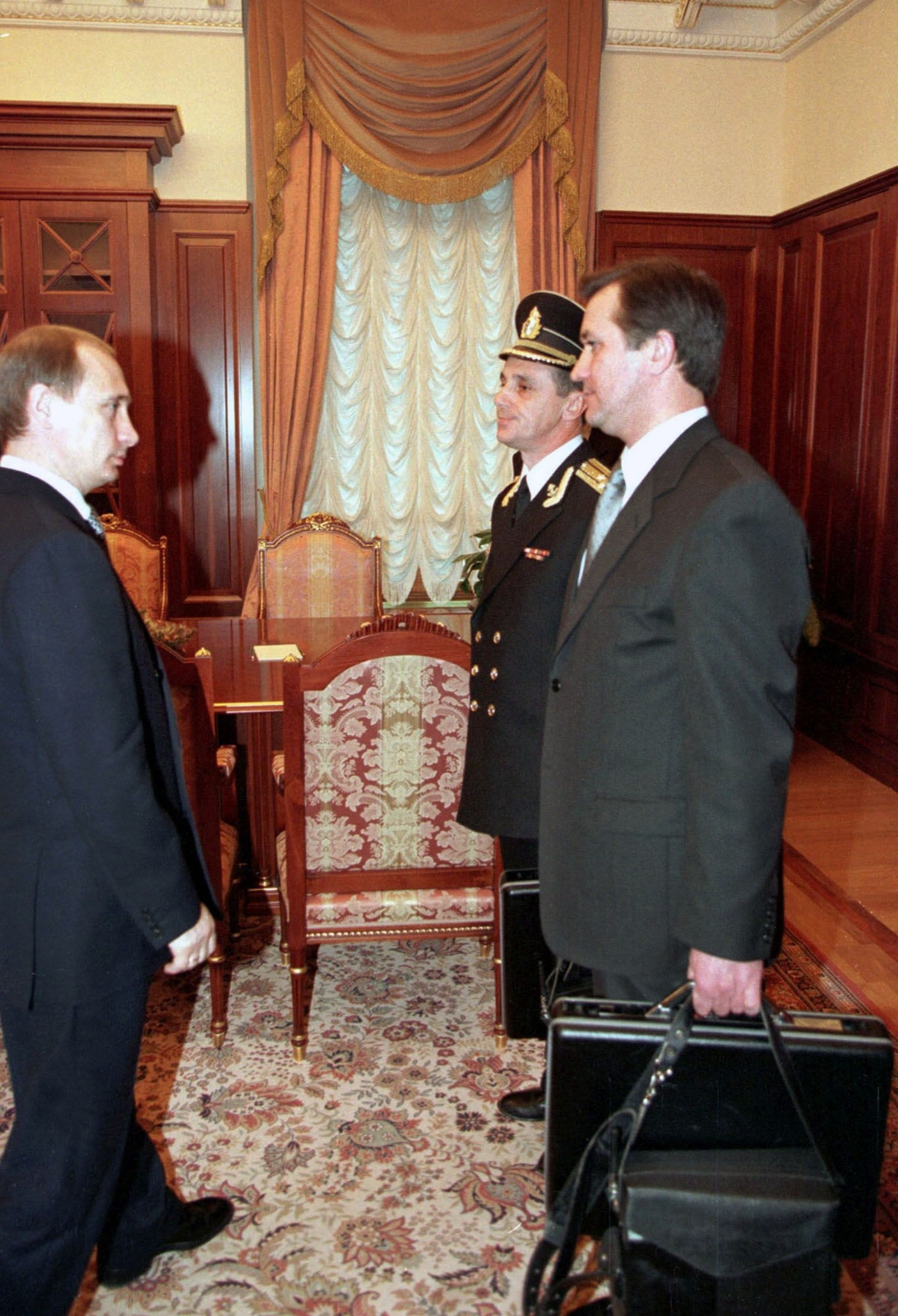
یکی از سه چمدان اتمی روسیه در سال ۱۹۹۹

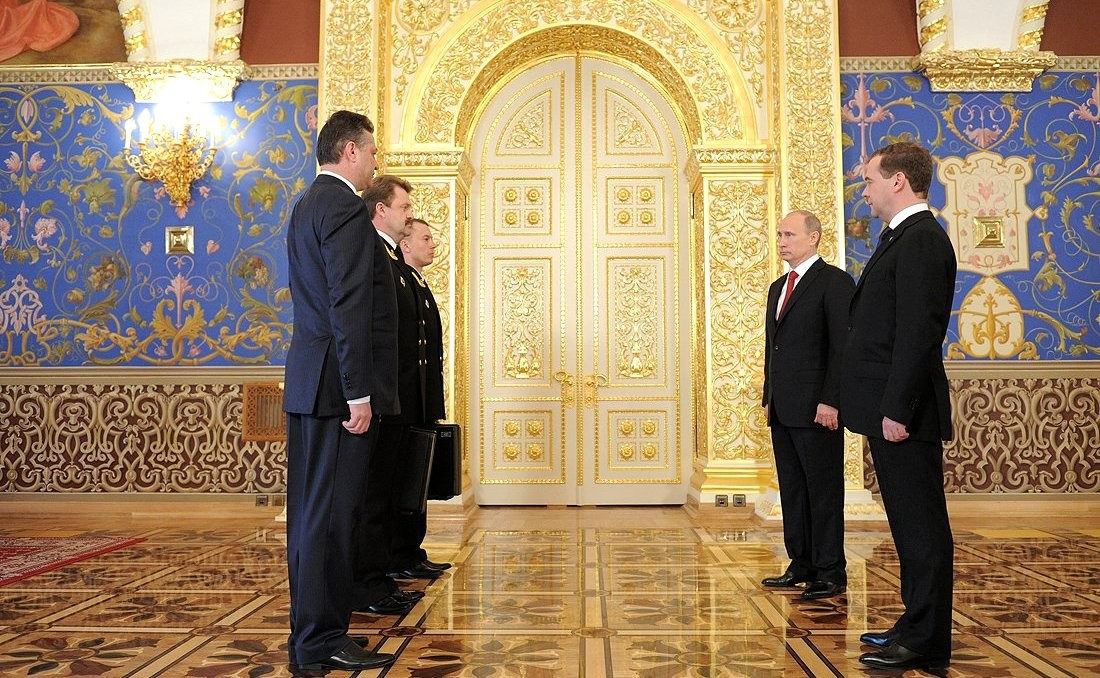
مراسم تحویل چمدان اصلی به رئیس‌جمهور جدید ولادیمیر پوتین در سال ۲۰۱۲

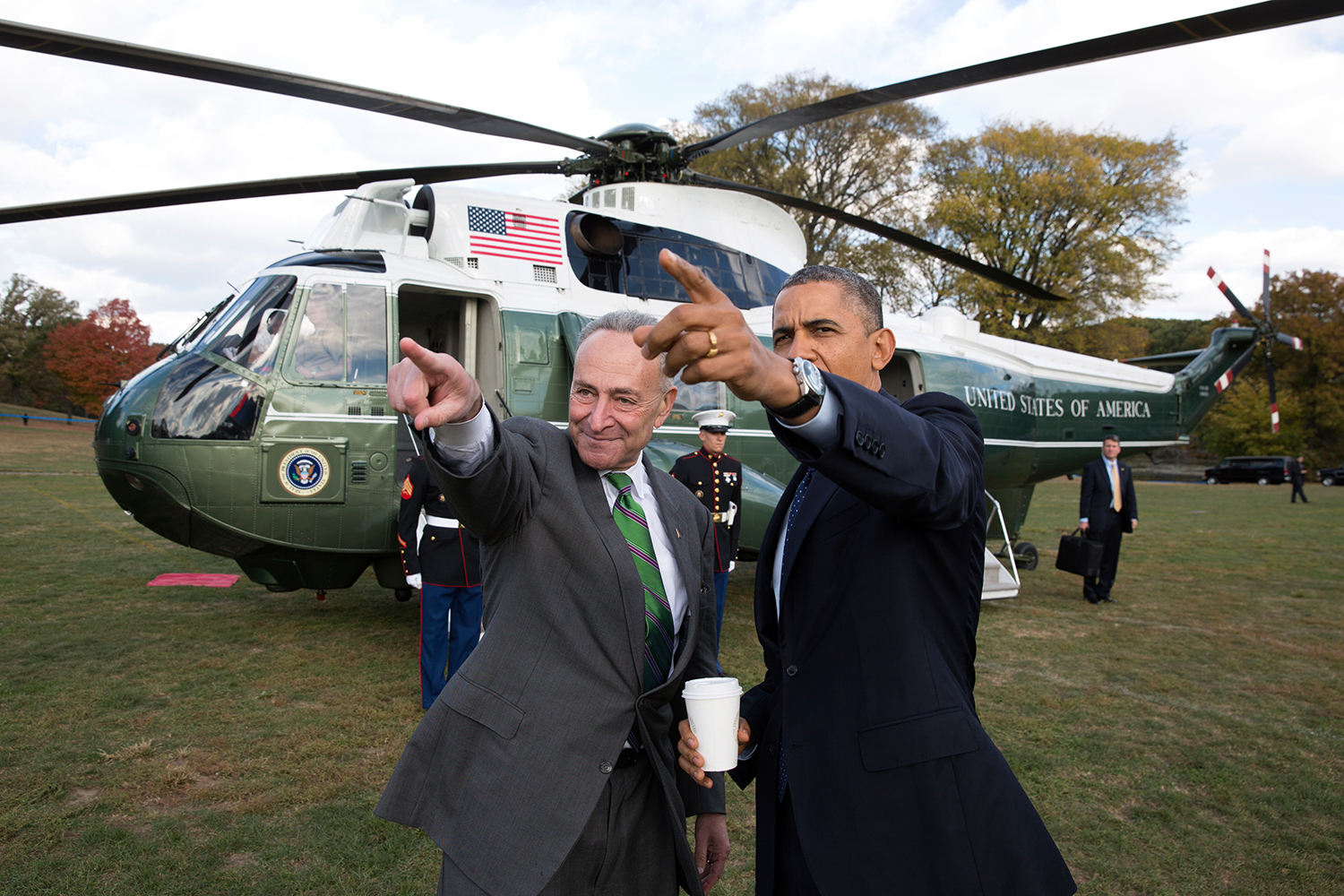
اوباما به همراه سناتور شومر و آجودان ویژه با چمدان اتمی در پشت صحنه در سال ۲۰۱۳

کیف یا چمدان اتمی  (به انگلیسی: Nuclear briefcase) وسیله‌ای است که در آن داده‌های رمزی و سری لازم جهت صدور فرمان حمله با به‌کارگیری جنگ‌افزار هسته‌ای نگهداری می‌شود و پیوسته در دسترس رئیس دولت قرار دارد. این وسیله «کمکی» طی بحران موشکی کوبا در دهه ۱۹۶۰ میلادی، بخاطر نگرانی رئیس‌جمهور آمریکا جان اف کندی در رابطه با توانایی نسبتاً مطلق صدور فرمان حمله، توسط رئیس ستاد مشترک سه قوا طراحی شد تا اولاً: رئیس‌جمهور مملکت هر زمان و بدون تلف شدن وقت بتواند فرمان حمله یا دفاع با تسلیحات هسته‌ای را صادر کند (بعلاوه یک نفر دوم که بیش از سه جانشین دارد) و دوما: امرای ارشد ارتش نتوانند سرخود عمل کرده و عامل جنگ هسته‌ای بشوند. در محافل آمریکایی این چمدان را «توپ فوتبال اتمی» یا «کیف مدرسه اضطراری رئیس‌جمهور» می‌نامند.

## ایالات متحده آمریکا
اگر رئیس‌جمهور آمریکا (که فرمانده کل نیروهای مسلح است) تصمیم بگیرد که دستور استفاده از سلاح هسته‌ای را صادر کند، چمدان اتمی گشوده می‌شود. سپس یک سیگنال فرمان یا هشدار به رئیس ستاد مشترک نیروهای مسلح ارسال می‌شود. رئیس‌جمهور سپس گزینه‌های حمله را با وزیر دفاع و رئیس ستاد مشترک نیروهای مسلح مطرح نموده و در رابطه با پرتاب یک یا چندین موشک کروز تصمیم خواهد گرفت. این رویه متعلق به برنامه‌های جنگ پیش فرض شده تحت عنوان OPLAN 8010 هستند. طی این دوره، پیوسته به هواپیمای همیشه در حال پرواز بوئینگ E-4B (از خانواده ۷۴۷) معروف به «هواپیمای روز قیامت» اطلاع‌رسانی می‌شود که در زنجیره فرمان حمله نقش مهمی ایفا می‌کند.

## روسیه
روسها سه چمدان موازی دارند. چمدان‌ها «چگت» نام دارند. اولی در دست رئیس‌جمهور، دومی در دست رئیس ستاد مشترک سه قوا و سومی در اختیار وزیر دفاع قرار دارد. این سری چمدان بخشی از سیستم ارتباطات و فرماندهی کل ارتش روسیه «کازبک» است. این نام از نام سیگار برگ مورد علاقه استالین گرفته شده. روسها می‌بایستی الزاماً سه نفره و پشت سر هم فرمان حمله را صادر کنند.

## پاکستان
در ۱۱ آوریل ۲۰۱۹، بی‌بی‌سی تصاویری از عمران خان، نخست‌وزیر پاکستان، در حالی که یک کیف سیاه حاوی کدهای تسلیحات هسته‌ای پاکستان را حمل می‌کرد، فاش کرد.

## هندوستان
هندوستان کیف هسته ای ندارد. در هند، شورای سازمان فرماندهی هسته ای (Nuclear Command Authority NCA) باید به‌طور جمعی مجوز استفاده از سلاح‌های هسته ای را صادر کند.

## فرانسه، بریتانیا و چین
در رابطه با سیستم فرانسه هنوز اطلاعات مفیدی در دست نیست و حقیقت موجودیت چنین چمدانی در بریتانیا و چین، خود سری محسوب می‌شود.

## محتوی چمدان‌ها
در این چمدان وسایل ارتباط کاملاً امن با یک ماهواره به‌خصوص، نقشه‌های کشورهای مختلف، سناریوهای مختلف جنگی، آمار احتمالی تلفات در منطقه مورد هدف، رمزهای صدور مجوز حمله و برخی اسرار دیگر جای داده شده‌اند. محتوی چمدانهای کشورهای نامبرده تفاوت‌هایی دارند.